# Caraipa
Caraipa là một chi thực vật có hoa trong họ Calophyllaceae.

## Hình ảnh

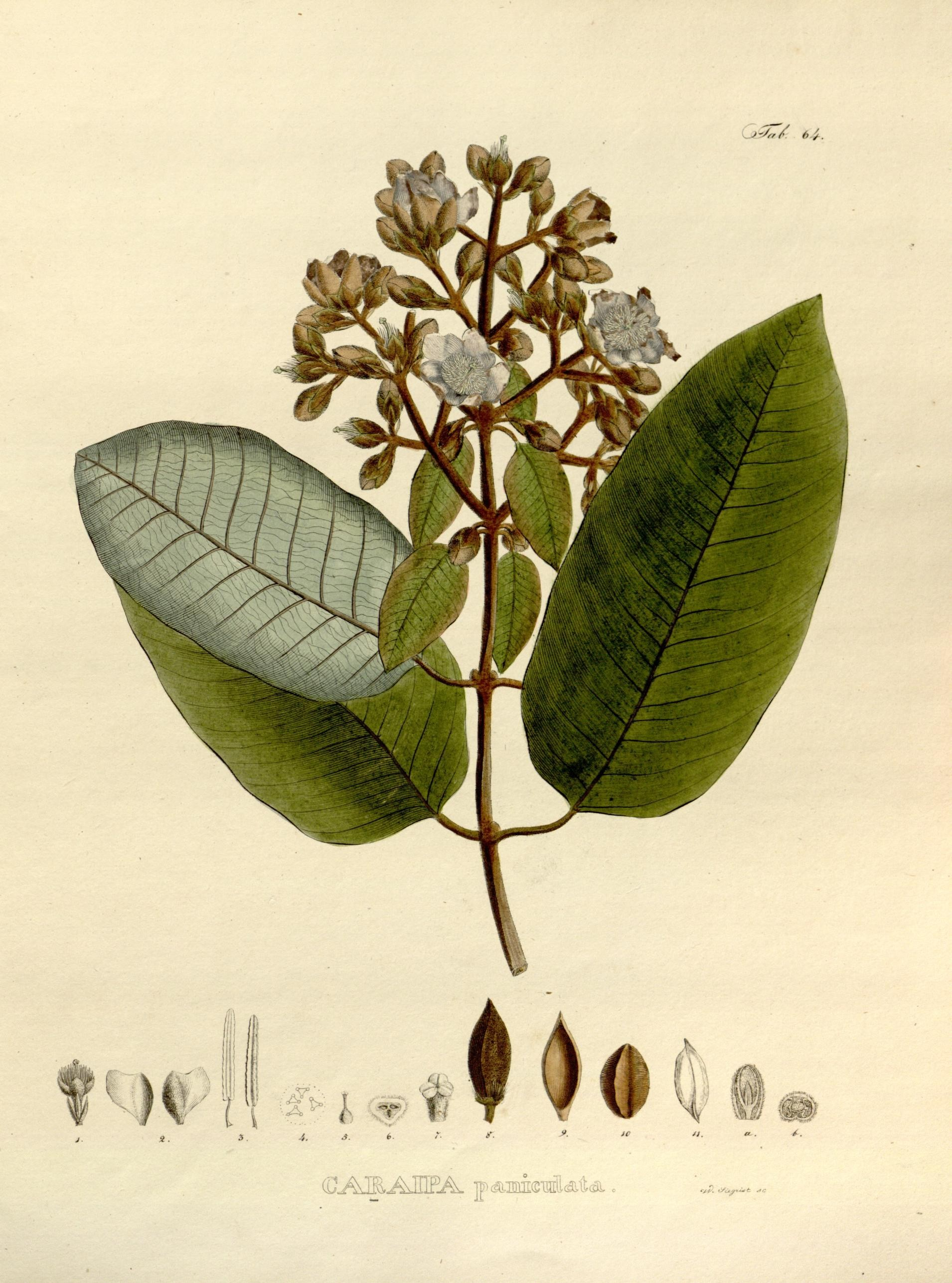

## Loài
Chi Caraipa gồm các loài: